# Bitten Clausen
Dorthea (Bitten) Emma Clausen (født Andkjær Hinrichsen) (20. oktober 1912 – 7. marts 2016) var en dansk fabrikant og enke efter den afdøde grundlægger af Danfoss Mads Clausen. Samt mor til Jørgen Mads Clausen og Peter Mads Clausen.

## Baggrund, karriere og død
Bitten Clausen blev døbt Dorthea Emma Andkjær Hinrichsen. Hun var datter af købmanden Waldemar Andkjær Hinrichsen og hustruen Marie (f. Waaben).
Bitten Clausen var efter sin mands død i 1966 formand for Dansfoss' bestyrelse indtil 1971. I 1971 oprettede hun Bitten og Mads Clausens Fond, som hun var formand for indtil 1999.
Færgen M/F Bitten Clausen, der sejler mellem Hardeshøj på Als og Ballebro i Jylland, blev opkaldt efter hende.
I 2012, d. 22 oktober, fejrede Bitten Clausen sin 100 års fødselsdag ved at købe 11.000 flødeboller til alle elever og lærere i Sønderborg kommune. 
Bitten Clausen døde den 7. marts 2016, i en alder af 103 år.